# Raffaele Cantone
Pour les articles homonymes, voir Cantone.
Raffaele Cantone, né le 24 novembre 1963 à Naples est un magistrat italien. Du 27 mars 2014 au 23 octobre 2019, détaché de la magistrature, il préside l'ANAC, l'Autorité Nationale Anti-Corruption (it).

## Biographie
Né à Naples, il a grandi à Giugliano.

### Carrière dans la magistrature
Il a rejoint le pouvoir judiciaire en 1991, suivant l’avis de son oncle Nicola Giovannone (maréchal de la garde des finances) de s’engager dans une telle carrière, comme il l’écrira également dans son livre Solo per giustizia.
Il a été procureur adjoint au tribunal de Naples, où il était principalement impliqué dans la criminalité économique, jusqu'en 1999, année où il a rejoint la Direction de Lutte Contre la Mafia de Naples, dont il a été membre jusqu'en 2007. Affecté à la région de Caserta, il s’occupe des enquêtes sur le clan des Casalesi, également rapporté dans le célèbre best-seller de Roberto Saviano, Gomorra, parvenant à faire condamner à vie les plus importants dirigeants de ce groupe, dont Francesco Schiavone (dit Sandokan), Francesco Bidognetti (dit Cicciotto et Mezzanott), Walter Schiavone (dit Walterino), Augusto La Torre, Mario Esposito et bien d'autres. Il a également été impliqué dans des enquêtes sur l'infiltration de déchets et l'infiltration des clans de Caserta à l'étranger, notamment en Écosse, où une véritable branche du clan de La Torre di Mondragone dédiée au réinvestissement dans des activités entrepreneuriales et commerciales de produits illicites a été identifiée en Allemagne, en Roumanie et en Hongrie, où des membres du clan Schiavone, en se cachant, s'étaient installés et avaient acheté de l'immobilier et des entreprises.
Il a dirigé les enquêtes relatives aux investissements du groupe Zagaria à Parme et à Milan, obligeant la Camorra à condamner un important promoteur immobilier à Parme.
Il est protégé depuis 1999 et est sous surveillance depuis 2003 lorsque les enquêteurs ont découvert un projet d’attaque contre lui organisé par le clan des Casalesi. Pendant quatre législatures, il a été consultant auprès de la Commission parlementaire anti-mafia, participant également à la rédaction du rapport sur le crime organisé de la Camorra en Campanie.
Depuis 2007, il travaille à la Cour de cassation, où il était responsable du secteur pénal. En novembre 2013, il a soumis au CSM la demande de nomination d'un procureur adjoint au tribunal de Naples, signe évident de son désir de retourner à l'activité d'enquête.
En 2014, il part en congé de la magistrature.

### Mandats exercés hors du pouvoir judiciaire
En décembre 2011, il a été nommé membre de la Commission par le ministre Filippo Patroni Griffi, qui élabore les premières propositions anti-corruption du gouvernement Monti.
Le 24 mars 2012, il reçoit le titre de citoyen d'honneur de la municipalité de Cortone et le 15 octobre de la même année obtient celle de Agerola. Le 21 mars 2013, lors de la Journée de mémoire et d'engagement à la mémoire des victimes des mafias, il reçoit la citoyenneté honoraire de la municipalité de Sessa Aurunca.
Le 18 juin 2013, le président du Conseil des ministres, Enrico Letta le nomme membre du groupe de travail chargé de la rédaction de propositions sur la lutte contre le crime organisé.
Il est président d'honneur du présidium de Libera de Giugliano in Campania (NA), dédié à Mena Morlando, victime innocente de la Camorra.
Le 27 mars 2014, le Premier ministre Matteo Renzi a proposé Cantone au poste de président de l'Autorité Nationale Anti-Corruption, nomination approuvée par les commissions de la Chambre et du Sénat, à l'unanimité.
Après la deuxième vague d'arrestations pour la réalisation de l'Expo 2015, le gouvernement a confié le suivi des contrats à un commissaire du gouvernement désigné précisément par le président de l'ANAC.
À l'initiative du canton, l'institut de "supervision collaborative" est inauguré à titre expérimental, c'est-à-dire la vérification préalable de la légitimité des procédures de marché par l'ANAC, dans le but d'éviter les litiges administratifs et de réduire les risques de corruption. Après avoir rendu compte de cette expérience dans une publication monographique OCDE-ANAC, le nouveau Code des marchés publics a institutionnalisé la "supervision collaborative" de l'autorité de lutte contre la corruption, qui peut être demandée par les pouvoirs adjudicateurs pour les contrats d'une importance particulière à la signature d'un protocole d'accord spécifique.
En 2016, il a été nommé par le ministre de la Justice, coordinateur du tableau technique "Mafias, corruption et administration publique" dans le cadre des états généraux de la lutte contre la mafia.
Il participe aux travaux de la Consultation internationale sur la justice, la corruption, le crime organisé et la mafia, établie au sein du Service du développement humain intégral de l'État du Vatican.
En avril 2017, il a été nommé président du comité d'arbitrage pour la fourniture, par le fonds de solidarité, de services en faveur des investisseurs de la Banca Etruria, de la Banca delle Marche, de la Cassa di Risparmio de Chieti et de la Cassa di Risparmio di Ferrara.

## Activités dans l'enseignement
Il a été professeur auxiliaire de droit pénal à l'Université Federico II de Naples au cours de l'année universitaire 2003/2004 et pendant cinq ans, jusqu'en 2009-2010, professeur auxiliaire de droit pénal administratif à l'Université Guglielmo Marconi de Rome.
Il est titulaire du département de droit anti-mafia de l'Université Sœur-Ursule-Benincasa de Naples et de l'enseignement "Prévention de la corruption et de la transparence de l'administration publique" de l'Université Federico II, également à Naples.
Nommé en 2013 enseignant à l'École de la police fiscale pour les cours sur la "législation anti-mafia" aux officiers et sous-officiers de la Garde des finances, il enseigne à l'École nationale d'administration, à l'École supérieure de police, à l'École supérieure de la présidence du Conseil des ministres, de l’Institut d’investigation technique des carabiniers et de l’Institut des hautes études de défense.
Au cours de l'année universitaire 2016/2017, il a enseigné "la responsabilité administrative et la législation anticorruption" à l'université de Cassino.
Il est actuellement titulaire (à titre gratuit[pas clair]) de l'enseignement de la "Législation anti-mafia: profils de fond et de procédure" à l'Université Sœur-Ursule-Benincasa de Naples et de l'enseignement "Prévention de la corruption et de la transparence de l'administration publique" au département de droit de l'Université Federico II, également à Naples.

## Publications
Il est l'auteur de nombreux articles publiés dans le journal Il Mattino et de nombreuses publications sur des questions juridiques. Il collabore avec des revues juridiques, telles que Cassazione Penale, Rivista Penale, Archivio nuova procedura penale et Gazzetta Forense.
En 2008, il publie pour Mondadori, Solo per giustizia, une œuvre autobiographique dans laquelle il retrace son expérience de magistrat de première ligne.
En 2010, il s’agit de Gattopardi, pour la série Strade blu (Mondadori), qui comme pour l’écriture précédente est devenue un best-seller en quelques mois.
En avril 2012, Operazione Penelope est parue pour la collection "Frecce" de l'éditeur Mondadori; un livre où Cantone aborde le thème de la mafia en analysant une réponse à une question contenue dans le sous-titre du texte: "Parce que la lutte contre le crime organisé et les malversations va probablement ne jamais finir". Une toile, celle que, dans le poème homérique, Pénélope réalise et défait dans l'attente de son Ulysse, qui, bien que très longtemps après, parviendra à rentrer à Ithaque. Ici, la métaphore apparemment pessimiste, que Raffaele Cantone est modélisé en analysant la dynamique qui gravitent autour de la mafia et la chance de réussir dans le travail de les opposer.
Avec Football Clan, publié avec Rizzoli, Raffaele Cantone et Gianluca Di Feo reconstruisent la relation entre la mafia et le football. « Mais ce n’est pas seulement une mise en accusation polie d’un système si indulgent avec lui-même qu’il ferme toujours les yeux face à une influence de plus en plus évidente. C'est aussi une sorte de bréviaire, l'histoire d'un phénomène à ne pas sous-estimer reconstruit avec le goût de l'anecdote » (Marco Imarisio, pour Corriere della Sera)

### Ouvrages
- (it) Raffaele Cantone, Solo per giustizia : vita di un magistrato contro la camorra, Milan, Mondadori, 2009, 334 p. (ISBN 978-88-04-58011-9)
- (it) La ferita : racconti per le vittime innocenti di camorra, Naples, 2009, 169 p. (ISBN 978-88-95797-10-6)
- (it) Raffaele Cantone et Gianluca Di Feo, I gattopardi : uomini d'onore e colletti bianchi : la metamorfosi delle mafie nell'Italia di oggi, Milan, Mondadori, 2010, 285 p. (ISBN 978-88-04-60327-6, lire en ligne)
- (it) Raffaele Cantone, Operazione Penelope : perché la lotta alla criminalità organizzata e al malaffare rischia di non finire mai, Milan, Mondadori, 2012, 165 p. (ISBN 978-88-04-62138-6)
- (it) Raffaele Cantone et Gianluca Di Feo, Football clan : perché il calcio è diventato lo sport più amato dalle mafie, Milan, Rizzoli, 2012 (ISBN 978-88-17-05900-8)
- (it) Corrado Massimiliano Perna, Dove eravamo : vent'anni dopo Capaci e via d'Amelio, 2012, 149 p. (ISBN 978-88-97567-08-0)
- (it) Raffaele Cantone, Il giusto processo : commento organico alla L. 1 marzo 2001, n. 63, Naples, Simone, 2001, 158 p. (ISBN 88-244-9816-7)
- (it) Raffaele Cantone, I reati fallimentari, Naples, Simone, 2001 (ISBN 88-244-9643-1)
- (it) Raffaele Cantone, La prova documentale, Milan, Giuffrè, 2004, 163 p. (ISBN 88-14-11234-7)
- (it) Raffaele Cantone et Francesco Merloni, La nuova Autorità nazionale anticorruzione, Turin, Giappichelli, 2015, 208 p. (ISBN 978-88-7524-231-2)

### Préfaces
- (it) Claudio Camarca, Nicola Zingaretti, Gian Carlo Caselli et Raffaele Cantone, Dizionario enciclopedico delle mafie in Italia, Rome, Castelvecchi RX, 2013, 959 p. (ISBN 978-88-7615-864-3)
- (it) Mimmo Franzinelli et Nicola Baldieri, Il volto di Gomorra, Milan, Mondadori, 2011, 227 p. (ISBN 978-88-370-8459-2)
- (it) Carta straccia : economia dei diritti sospesi, Naples, Ad est dell'Equatore, 2011 (ISBN 978-88-95797-23-6)
- (it) Corrado De Rosa, I medici della camorra : per la prima volta nero su bianco tutti i come e tutti i perchè la criminalità organizzata strumentalizza la malattia mentale e le perizie psichiatriche pe rottenere benefici di ogni genere : una forma pericolosissima di "mafia dei colletti bianchi" che rischia di mettere seriamente in discussione il concetto stesso di giustizia, Rome, Castelvecchi, 2011, 284 p. (ISBN 978-88-7615-525-3)
- (it) La ferita : racconti per le vittime innocenti di camorra, Naples, 2009, 169 p. (ISBN 978-88-95797-10-6)
- (it) Andrea Franzoso, Il disobbediente, Rome, PaperFIRST, 2017, 158 p. (ISBN 978-88-99784-18-8)